# Ордоньйо I
Ордоньйо I (* Ordoño I, бл.821—27 травня 866) — король Астурії у 850—866 роках.

## Біографія
Походив з династії Астур-Леон. Син Раміро I, короля Астурії, та Муньї де Браньосера. Дитинство провів при дворі короля Альфонсо II. У 830 році перебрався до Галісії, де здобув знання з військової та адміністративної справ у Луго, де був губернатором його батько Раміро.
У 842 призначається намісником Галісії замість батька. Після смерті Альфонсо II, Ордоньйо сприяв батькові проти змовника Непоціана. Після перемоги Раміро II затвердив Ордоньйо на посаді губернатора Галісії.
У 850 році після смерті батька успадкував трон. Ордоньйо I став першим астурійським королем, який здобув владу без обрання грандами. З цього моменту вкорінюється спадковий принцип передачі влади над королівством.
Із самого початку король стикнувся з численними повстаннями басків, яких підтримували мусульманські володарі Сарагоси. Ордоньйо I вирішив розділити супротивників. Спочатку він виступив проти арабів на чолі з Мусою II ібн Мусою. У дводенній битві біля Альбельде астурійський король зазнав тяжкої поразки.
Лише у 852 році король здобув перемоги над басками. Того ж року спрямував війська на допомогу повсталим мосарабам на чолі з Еухеніо з Толедо, але вони зазнали поразки.
У 856 році він зумів відвоювати Леон, що був втрачений його батьком Раміро I, а згодом міста Асторгу, Туї і Амайю. У 857 році було взято в облогу місто Альбейда. Через декілька днів король розбив полководця Мусу ібн Мусу, валі Сарагоси, в битві при Альбейді. Незабаром було захоплено саме місто.
Ордоньйо I завоював кілька фортець і міст Аро, Кересо-Ріотірон, замок де Карріас і Груау та побудував нові фортеці — Фріас і Лантарон. У 860 році відновив потужні укріплення навколо Амайї.
Після цього розпочав наступ на важливе місто Тудела. У 863 захоплено фортецю Таламанка-де-Харама. Втім намірам Ордоньйо I завадив новий наступ Кордовського емірату, які сплюндрували долину Алава. Згодом у битві при Буреба зазнав поразки астурійський васал Родріго, граф Кастилії. Завдяки цьому війська мусульман проникли до Памплони.
Протягом 865—866 років астурійські війська вели оборонні кампанії проти нападів мусульманських військовиків. У відповідь 866 року король спрямував війська проти Сінтри, яку пограбовано, також сплюндровано частину долини Тежу. Ордоньйо I помер в Ов'єдо у 866 році. Владу успадкував його син Альфонсо.

## Родина
Дружина — Мунья Муньос де Браньосера
Діти:
- Альфонсо (848—910), король Астурії у 866—910 роках
- Бермудо (д/н—870)
- Фруела (д/н—870)
- Нуньо (д/н—870)
- Одоаріо (д/н—870)
- Леодегунда (855—д/н), дружина Гарсія I, короля Памплони